# Radegundis
Radegundis také Radegunda, Radegonde či Radigunda (520? Durynsko – 13. srpna 587 Poitiers) byla durynská princezna a franská královna, zakladatelka klaštera Svatého Kříže v Poitiers. Římskokatolickou církví je uctívaná jako svatá. Je také patronkou Jesus College v Cambridgi a také několika kostelů ve Francii a Anglii.

## Životopis
Radegundis se narodila kolem roku 520 královi Bertacharovi, jednomu ze tří panovníků Durynska, který byl v bitvě zavražděn jejím strýcem Herminafriedem. Ten si následně ještě malou Radegundu vzal do opatrovnictví. Ve spojení s franským králem Theuderichem I. porazil i dalšího svého bratra Badericha. Když se zbavil svých bratrů, tak ovládl Durynsko, čímž však porušil dohodu s Theuderichem o sdílení suverenity v Durynsku. Za toto porušení se v roce 531 Theuderich s Chlotharem I. vydali na válečné tažení do Durynska, kde Hermanfrida v bitvě zabili a dobyli jeho království. Po smrti svého opatrovníka se Radegundy ujal Chlothar I. a vzal ji s sebou do merovejské Galie. Byla ještě dítě a tak ji poslal do svého sídla Athies v Pikardii. O několik let později, v roce 540 se s ní pak oženil.
Radegundis byla jednou ze šesti manželek či konkubín Chlothara I. Další manželkami byly Gunteucha, vdova po jeho bratru Chlodomerovi, Chunsina, Ingunda, Aregunda a Wuldetrada, vdova po Chlotharovu prasynovci Theobaldovi. Radegundis s Chlotharem neměla žádné děti. Byla známá svou almužnou.
Když Chlothar v roce 550 zavraždil Radegundina bratra, posledního žijícího mužského člena durynské královské rodiny, tak od Chlothara utekla. Ochranu našla u církve, kde přesvědčila biskupa z Noyonu, aby ji vysvětil na diakonku Kolem roku 560 založila klášter Sainte-Croix v Poitiers, kde se starala o nemocné. Radegundis věřila, že má dar léčit.
Její opatství bylo pojmenováno po relikvii Svatého kříže, kterou Radegundis získala od byzantského císaře Justina II. Když Maroveus, biskup z Poitiers odmítl relikvii umístit do kláštera, na Radegundinu žádost poslal král Sigibert I. Eufronia z Tours do Poitiers, aby provedl církevní obřad za biskupa. Na oslavu a umístění relikvie do kláštera Sainte-Croix složil Venantius Fortunatus sérii chvalozpěvů, včetně slavné Vexilla Regis, považovanou za jednu z nejvýznamnějších křesťanských chvalozpěvů, jaké kdy byly napsány a která se dodnes zpívá při bohoslužbě na Velký pátek, květnou neděli či Povýšení svatého Kříže.
Radegundis byla blízkou přítelkyní Juniana z Maire. Říká se, že Junian a Radegundis zemřeli ve stejný den, 13. srpna 587.

## Askeze
Radegundis byla známá svým asketickým chováním a často byla popisována jako „extrémní asketa“. Byla vegetariánkou, a odmítala všechny živočišné produkty. Nejedla nic jiného než luštěniny a zeleninu. Nejedla ovoce, ryby a ani vejce. Radegundis se zdržovala také pití vína, medoviny a piva. Během postní doby nejedla chléb, oleje a ani nesolila, pila jen trochu vody. Jednala proti radám ostatních, kteří ji varovali, že z její extrémní askeze může onemocnět.

## Literární aktivity
Básník Venantius Fortunatus a historik Řehoř z Tours byli její blízcí přátelé a často ji zmiňují ve svých dílech. Radegundis je pravděpodobně autorkou dvou básní, De Excidio Thoringiae a Ad Artachin.
Radegundina pohřbu se zúčastnil Venantius Fortunatus i Řehoř z Tours. Pohřeb se konal tři dny po její smrti. Jeptišky, které žily za vlády církevního vůdce Caesariuse z Arles, musely umět číst, psát a věnovat několik hodin denně četbě písma a opisování rukopisů, stejně tak musely umět i tradiční úkony, jako bylo tkaní a vyšívání. Tyto povinnosti je uzavíraly do té míry, že jeptišky z kláštera Sainte-Croix se nemohly zúčastnit Radegundina pohřbu. Radegundis byla pohřbená v kostele svaté Radegundy v Poitiers. Její hrob je dodnes stále v kryptě kostela, který je centrem úcty k její osobě. V 60. letech 13. století byly v kostele umístěny vitráže zobrazující Radegundin život, ale později byly z velké části zničeny hugenoty.

## Atributy
Obvykle je zobrazována s královským rouchem, korunou a žezlem, přičemž poblíž jsou vlci a divoká zvířata, která jsou v její přítomnosti krotká. Dalšími atributy jsou, biskupská berla a kniha, pole ovsa, bílá čelenka, tunika s lilií či plášť se zámky.